# لشکر ۴۳ پیاده (ایالات متحده آمریکا)
لشکر ۴۳ پیاده (انگلیسی: 43rd Infantry Division) لشکر پیاده‌نظام نیروی زمینی ایالات متحده آمریکا است، که در سال ۱۹۲۵ تأسیس شد و در سال ۱۹۶۳ منحل گردید.
لشکر ۴۳ پیاده از سال ۱۹۲۰ تا ۱۹۶۳ بخشی از ارتش ایالات متحده بود که در طول جنگ جهانی دوم در جبهه اقیانوس آرام خدمت می‌کرد. این لشکر در سال ۱۹۲۰ به عنوان یک لشکر گارد ملی در کنتیکت، مین، رود آیلند و ورمونت فعال شد. گروه پشتیبانی منطقه‌ای ۱۴۳ گارد ملی کنتیکت اکنون به‌عنوان یک واحد یکپارچه، فرماندهی یگان های زیرمجموعه این لشکر را ادامه می‌دهد.